# 甘えんじゃねえよ
『甘えんじゃねえよ』は、吉田戦車によるギャグ四コマ漫画作品。
単行本は、当初『戦え!軍人くん（スコラ）』の第一巻と第二巻の後半に収録という形で出版されたが、のちに『甘えんじゃねえよ！』として単独で単行本化された。なお、ちくま文庫から文庫版も発売されている。

## 概要
全42章から成り、各章はそれぞれ5本の四コマ漫画から成る。各章には動物のサブタイトルがついており、各四コマ漫画は基本的にその動物に関連した内容となっているが、22番目の『ゴリラの章』以降は関連がなくなっている。なお、単行本によって章の名前が異なっている場合がある。
各四コマ漫画、各章をまたいで多数のレギュラーキャラクターが登場、中でも「みっちゃん」と「みっちゃんのママ」は、作者の別作品『戦え!軍人くん』『いじめてくん』にまで登場するほど人気を博し、特に『いじめてくん』では終盤の重要な役どころを占めた。また『スカートさん』では10年後のみっちゃん一家が登場している。

## 主な登場人物
長谷川美智子
通称みっちゃん。5歳。聖パトリシア保育園いぬぐみに所属。母からいくら嘘を教えられても決して愛情を失わないけなげな女の子。『いじめてくん』にも登場し、終盤の主要キャラクターの一人となる。
長谷川君枝
作品中では「みっちゃんのママ（お母さん）」と呼ばれていることが多い。群馬県出身の29歳。専業主婦と思われる。愛娘、美智子（みっちゃん）に嘘を教えることに情熱を傾けるという、やや性格破綻した面を持つ一方、ソビエト連邦の外相、エドゥアルド・シェワルナゼ氏やアメリカ合衆国の大統領、レーガン氏にまでコネを持っており、ミステリアスな部分もある。「うそ道場」の免許を皆伝されているらしい。『戦え!軍人くん』にゲスト出演。美智子と同じく『いじめてくん』にも登場し、終盤の主要キャラクターの一人となる。
美智子の父
37歳。某証券会社に勤務し、肩書きは課長。外見はいわゆる「バーコードおやじ」。普段は存在感が薄いが、君枝が命に関わるようなとんでもない嘘を美智子に教えようとした時には、怒りをあらわにすることもあった。後半、突然君枝の両親と同居している設定になり、それ以降は君枝の父に気を使って肩身の狭い思いをする姿も描かれる。また後半では部長との関係が良くないことに悩み、ノイローゼになる。『いじめてくん』にも登場。
股夫
27歳の高校教師。序盤は主にさね子の恋人として登場、中盤以降は授業中に生徒にいきなりナンセンスな質問をする趣味を持つ教師として登場。
さね子
股夫の恋人。序盤のみの登場。
田中かおる
股夫の勤務する高校に通う女子高校生。股夫のナンセンスな質問にいつも的確に回答し、股夫を喜ばせる。
ボディコンギャル
当時流行していたボディコンスーツを着た女子大生たち。なぜか憎悪の対象として描かれている。
長谷川金助
君枝の弟。なぜか純金の体を持つ。中学生と思われる。後半、突然君枝が両親と同居している設定になって以降登場。
長谷川まゆみ
君枝の妹。小学生か。後半、突然君枝が両親と同居している設定になって以降登場。実はその出自にはとんでもない秘密がある。
君枝の父
頭部が常人の三倍の大きさ。美智子の父をいびったり、実の息子である金助を売り飛ばそうとしたりする以外は、わりと真っ当なおじさん。後半、突然君枝が両親と同居している設定になって以降登場。
君枝の母
君枝の家族の中では一番普通の人。後半、突然君枝が両親と同居している設定になって以降登場。
かすみ
君枝の幼稚園、小学校時代の友達。君枝の過去が描かれた話に登場。
こうもり男
こうもりの羽を生やした男。町の嫌われ者であるが、なぜか君枝とは仲がいい。
いんけいさん
長谷川一家の遠縁に当たる人。ズボンをはかず大きな陰茎を露出させている。終盤の「居候の章」から長谷川家の居候となり、同居する金助に煙草や成人雑誌などを勧める。
千葉先生
君枝が通っていた高校の教師。

## みっちゃんのママがみっちゃんに教えた嘘一覧
- 象は生まれたばかりの時は鼻が短く、アフリカの男たちがそれを引っ張って伸ばす（第1章）。
- 人間の男児の性器も上記と同様であり、産科医が引っ張って伸ばす（第1章）。
- オーストラリアには「フクロタヌキ」という動物が存在し、陰嚢の中で子供を育てる（第2章）。
- キクラゲはペンギンの肉である（第4章）。
- 蚊は美しいところしか吸わない（第6章）。
- 犬が舌を出すのは、目の前にいる人間を馬鹿にしている証拠である（第7章）。
- シーラカンスはフナである（第8章）。
- 夏カゼの熱は、額にカエルを乗せて冷やすのが一番である（第10章）。
- 高価なカニの肉を固めてみっちゃんに出し、これはカニカマボコだと言い張る（第14章）。
- 「ひゃくじゅうのおう」は「百汁の王」と書く（第15章）。
- キリンの首は雲を突き抜けるほど長く、飛行機がアフリカを飛ぶときは常に気をつけている（第16章）。
- 日本にはかつて巨大なカメ（ガメラ）が棲んでいて、ママもそのカメに怪我をさせられたことがある（第17章）。
- シロクマは熊の年寄りであり、北極は全世界の熊のうばすて山である（第18章）。
- 「牛乳」という字は「うしぢち」と読む（牛の章）。
- きつねソバにはキツネの肉がのっている（狐の章）。
- タコを飼い、「これはネコだ」と教える（ゴリラの章）。
- ロシア人はキャビアより明太子が好き（イグアナの章）。
- 自由の女神像は、死んでしまった飼い主をいつまでも待ち続けた忠実なペットを偲んで建てられた（アメリカの章）。
- ラーメン屋では箸を落としてもそのままにしておけばボーイさんが拾いにきてくれる（ハマグリの章）。
- 浜辺には時々海に塩を投入するおばさんたちがいて、海の塩分が薄くなるのを防いでいる（コモドオオトカゲの章）。
- 種無しスイカは、一つの果実にすべての種を集めて「種だけスイカ」をつくることにより生産される（コモドオオトカゲの章）。
- みっちゃんは生まれたときはトカゲだった（カバの章）。
- おとなは生まれたときから大人の姿、年寄りは生まれたときから年寄りの姿である（アメフラシの章）。
- 柿の中には種と一緒にピーナツが入っている（部長の章）。

つき通せなかった嘘
- ウサギ小屋に落ちている黒い粒は正露丸である（第9章)。
- インディアンも嘘はつく（アメリカの章）……アメリカ大統領にまで「インディアンに嘘をつかせてくれ」と頼み込むも失敗。「インディアンは嘘をつかない」という事実（あくまでもこの漫画における事実）を覆せなかった。
- アスパラガスはカエルのおちんちんである（ハマグリの章）。
- 一番好きな本は「日本蓄膿症手術外伝」である（アメフラシの章）。……本当は「赤毛のアン」が一番好きであることは、すでにみっちゃんにばれており、みっちゃんに「言いふらす」と脅されるはめに。

珍しく本当のことを言ったのに信じてもらえなかったケース
- 赤ちゃんはコウノトリが運んで来るのではなく、人間の体内から生まれる（第11章）。
- 日本は昔アメリカに負けた（アメリカの章の扉ページ）。

みっちゃん以外の人についた嘘
- 悪い宇宙人が地球侵略をもくろんでいることを知らせにきた良い宇宙人に「ここは何という星か」と訊かれ、「ここは火星だ」と教える（カモノハシの章）。
- 金助に「お前は生まれたときは普通の赤ん坊だったのに、母が池に落としてしまい、女神さまに『あなたが落としたのは普通の赤ん坊か、金の赤ん坊か』と訊かれて『金の赤ん坊』と応えてしまったために金の体になった」と教える（モグラの章）。
- かすみに「このあいだ渋谷でウルトラマンを見た」と言う（七面鳥の章）。
- 小学校の入学式前日、かすみに「自分は貧乏でランドセルが買えない。風呂敷を背負ってゆく」と嘘を言い、入学式当日、気遣って風呂敷を背負って登校してきたかすみにランドセルを見せびらかす（七面鳥の章）。
- 千葉先生に「購買部で一番乗りでぼんぼりパンを買うとおまけでひよこドーナツがつく」と言う（部活の章）。
- 千葉先生に「校長の尻をもむと給料が10%アップする」と言う（部活の章）。
- 千葉先生に「生徒の一人が山口百恵のいとこで、その生徒にキスすると山口百恵に会わせてくれる」と唆す（部活の章）。

## 単行本
スコラの倒産などに伴い、異なった出版社から何度か出版されている。
- 戦え!軍人くん　全2巻（1989年、バーガーSC）　ISBN 978-4-88275-042-0、ISBN 978-4-7962-4028-4
- 甘えんじゃねぇよ！（1995年、バーガーSCデラックス）　ISBN 978-4-7962-4359-9
- 甘えんじゃねぇよ！（1999年、ちくま文庫）　ISBN 978-4-480-03534-9
- 甘えんじゃねぇよ！（2000年、バーズコミックスデラックス） ISBN 978-4-7897-8313-2